# Тяньчжоу

Тяньчжоу (кит. трад. 天舟, піньінь: Tiān Zhōu, буквально: «Небесний корабель») або Tianzhou або TZ — перший китайський безпілотний вантажний космічний корабель, що розроблено на основі цільового модуля «Тяньгун-1» для доставки вантажів на модульну орбітальну станцію, а також на космічну лабораторію «Тяньгун-2». Перший запуск здійснено 20 квітня 2017 року за допомогою ракети-носія Чанчжен-7 з космодрому Веньчан.

## Функція
Космічний корабель функціонує як основний вантажний транспорт для китайської космічної станції. Він має можливість транспортувати вантаж у герметичному або негерметичному відсіку. Маса корисного навантаження складає — 6,5 тон.

## Запуски
- 20 квітня 2017 року — здійснено перший запуск апарата Тяньчжоу-1 до орбітальної станції Тяньгун-2. Корабель доставив до станції близько 5 тон вантажів[1].
- Тяньчжоу-2 — запуск 29 травня 2021 року.
- Тяньчжоу-3 — запуск 20 вересня 2021 року.
- Тяньчжоу-4 — запуск 9 травня 2022 року.
- Тяньчжоу-5 — запуск 12 листопада 2022 року.
- Тяньчжоу-6 — готується до запуску в 2023 році ракетою-носієм «Чанчжен-7 Y7»[2].